# H.A. Bache
Hans Andreas Bache (13. oktober 1841 i Jyderup – 12. januar 1913 på Frederiksberg) var en dansk officer, far til Holger Bache.
Han var søn af sognepræst Jens Assenius Bache og Christiane Petræa Gøtzsche, blev 1859 student fra Herlufsholm, 1862 sekondløjtnant i infanteriets krigsreserve, deltog i krigen 1864, blev 15. juli samme år sekondløjtnant i linjen ved 22. Bataljon, 24. oktober 1864 ved 2. Bataljon, blev 1867 premierløjtnant, 1869 cand.polit., 1872 adjudant ved 2. sjællandske Brigade, 1876 ved 17. Bataljon og senere samme år ved Generalstaben, 1879 til tjeneste i Krigsministeriet og senere samme år forsat til fodfolket, blev 1880 kaptajn og kontorchef i Krigsministeriet og uden for nummer i fodfolket, 1892 oberstløjtnant (uden for nummer), 1893 til rådighed for Hærens Generalintendant og blev 1894 afskediget som oberstløjtnant og udnævnt til generalintendant og chef for Hærens Forplejningskorps samt tillagt obersts karakter. 1911 blev Bache stillet til rådighed for Krigsministeriet og fik 10. maj samme år afsked. 1900 blev han direktør for De Klarupske Stiftelser.
Bache blev 14. februar 1882 Ridder af Dannebrogordenen, 15. november 1888 Dannebrogsmand, 17. februar 1897 Kommandør af 2. grad og 21. januar 1910 Kommandør af 1. grad af Dannebrog. Han bar Æreslegionen, Sankt Stanislaus' Orden og Vasaordenen og Erindringsmedaljen for Krigen 1864.
Han blev gift 1. gang 1. maj 1869 på Frederiksberg med Henriette Louise Lunn (24. oktober 1845 i København - 6. juli 1899 på Frederiksberg), datter af Christian Ditlev Lunn. 2. gang ægtede han 4. oktober 1900 i Matthæus Kirke Ellen Ramm (30. december 1863 i Randers - 24. januar 1952 på Frederiksberg), datter af kaptajn, senere oberstløjtnant, sporvejsdirektør Peter Gottfred Ramm og Christiane Marie Wolff.